# تبنین
تبنین (به عربی: تبنین) یک منطقهٔ مسکونی در لبنان است که در استان نبطیه واقع شده‌است.